# 풍년호
풍년호(豐年號)는 1974년부터 1979년까지 호남선을 운행하던 특급열차의 이름이다.

## 역사
- 1974년 8월 15일 : 태극호와 백마호를 통합해 운행 개시[1]
- 1980년 1월 1일 : 각 노선에 존재하던 서로 다른 이름의 특급 열차를 ‘특급’이라는 하나의 명칭으로 합치면서 폐지[2]